# 993
Évszázadok: 9. század – 10. század – 11. század
Évtizedek: 940-es évek – 950-es évek – 960-as évek – 970-es évek – 980-as évek – 990-es évek – 1000-es évek – 1010-es évek – 1020-as évek – 1030-as évek – 1040-es évek
Évek: 988 – 989 – 990 – 991 –  992 – 993 – 994 – 995 – 996 – 997 – 998

## Események
- július 3. – Potsdam első írásos említése: III. Ottó német király nagynénjének, Matilda quedlinburgi apátnőnek(wd) adományozza.[1]
- XV. János pápa ünnepélyesen kanonizálja Ulrik augsburgi püspököt. (Ez volt az első feljegyzett szentté avatás.)[2]